# 호시오키역
호시오키역(일본어: 星置駅 호시오키에키[*])은 일본 홋카이도 삿포로시 데이네구에 있는 홋카이도 여객철도 하코다테 본선의 철도역이다.

## 역 구조
2면 2선의 승강장이 있는 지상역으로, 역사는 교상화되어 있다. 업무를 홋카이도 JR 서비스넷에 위탁하고 있는 업무 위탁역으로, 미도리노마도구치, 자동 개찰기 등의 시설이 갖추어져 있다.
| 1 | ■ 하코다테 본선 | 호시미 · 제니바코 · 오타루 방면                  |
| 2 | ■ 하코다테 본선 | 삿포로 · 이와미자와 · 지토세 · 신치토세쿠코 방면 |

## 역 주변
- 호시오키 공원
- 삿포로 시립 호시오키 히가시 초등학교
- 데이네 양호 학교
- 홋카이도 오타루 고등지원학교

## 역사
- 1923년 3월 6일 - 일본국유철도의 호시오키 신호장 개업.
- ?년 ?월 ?일 - 호시오키 신호장 폐지.
- 1985년 10월 1일 - 일본국유철도 호시오키 역 개업.
- 1987년 4월 1일 - 일본국유철도 분할 민영화로 홋카이도 여객철도가 계승.
- 2007년 10월 - 역 번호 부여. S09.
- 2008년 10월 25일 - IC 카드(Kitaca)의 사용 개시.

## 인접한 역
| 홋카이도 여객철도 ■ 하코다테 본선 | 홋카이도 여객철도 ■ 하코다테 본선   | 홋카이도 여객철도 ■ 하코다테 본선                |
| --------------------------------- | ----------------------------------- | ------------------------------------------------ |
| S10 호시미 오타루 방면            | ● 구간쾌속 "이시카리 라이너" ● 보통 | S08 이나호 삿포로 · 이와미자와 · 도마코마이 방면 |

## 관련 사이트
- (일본어) 역 구내도 (호시오키 역) - 홋카이도 여객철도